# 짐승의 끝
《짐승의 끝》은 2011년에 개봉한 대한민국의 영화이다.

## 캐스팅
- 이민지 : 순영 역
- 박해일 : 야구모자 역
- 유승목 : 자전거 남 역
- 박세종 : 나루토 소년 역
- 김영호 : 택시기사 역
- 이민아 : 승용차여 역
- 이민웅 : 승용차남 역
- 김성철 : 서울남 역
- 민가자 : 자전거남 모 역
- 이기영 : 식당학생 역
- 조성규 : 대리운전기사 역
- 김정근 : 축구경기 캐스터 (목소리) 역
- 서형욱 : 축구경기 해설자 (목소리) 역